# فندقاع
فندقاع، روستایی است از توابع بخش گلباف در استان کرمان ایران.

## جمعیت
این روستا در دهستان جوشان قرار داشته و براساس آخرین سرشماری مرکز آمار ایران که در سال ۱۳۸۵ صورت گرفته، جمعیت آن ۱۱۷نفر (۳۴خانوار) بوده‌است.